# TADANO-FAUN BFK-35.4
A TADANO-FAUN BFK-35.4 egy 35 tonnás teherbírású, négytengelyes, terepjáró képességekkel rendelkező mobil daru, amelyet a TADANO-FAUN GmbH gyártott. Ez a modell ötvözi a nagy teljesítményű darufunkciókat és a rugalmas mentési vagy műszaki mentési képességeket egyetlen eszközben.

## Tervezés és funkciók
A BFK-35.4 kialakítása lehetővé teszi, hogy mind daruként, mind mentőjárműként funkcionáljon, így sokoldalúan alkalmazható különböző feladatokhoz. A jármű V-alakú alváza és erősített szerkezete biztosítja a stabilitást és a megbízhatóságot nehéz körülmények között is.

## Műszaki adatok
- Teherbírás: 35 tonna
- Tengelyek száma: 4
- Hajtásképlet: 8x8
- Gém hossza: 28 méter
- Gyártási év: 2006

## Felújítás és karbantartás
A TADANO-FAUN nagy hangsúlyt fektet a régebbi daruk felújítására és karbantartására. Például a Kranservice Waldschütz GmbH egy 18 éves BFK 35-4 daruját teljesen felújíttatta a TADANO műhelyében, ahol a járművet teljesen szétszerelték, az alvázat homokfúvással tisztították és cinkporos alapozással látták el, majd az összes komponenst egyenként festették és szerelték össze újra. A felújítás 12 hetet vett igénybe, és az eredmény egy újszerű állapotú daru lett. 